# Prospheniscus miyakei
Prospheniscus miyakei är en tvåvingeart som beskrevs av Tokuichi Shiraki 1933. Prospheniscus miyakei ingår i släktet Prospheniscus och familjen borrflugor.
Artens utbredningsområde är Taiwan. Inga underarter finns listade i Catalogue of Life.